# Liste der Straßen und Plätze in der Samtgemeinde Grasleben

Samtgemeinde Grasleben im Landkreis Helmstedt

Die Samtgemeinde Grasleben befindet sich im Landkreis Helmstedt nördlich der Kreisstadt Helmstedt. Im Norden grenzt sie an der Samtgemeinde Velpke, im Osten an die Landesgrenze zu Sachsen-Anhalt und den Landkreis Börde und im Südwesten an die Samtgemeinde Nord-Elm. Sie besteht aus der Gemeinde Grasleben im Osten und (im Uhrzeigersinn) den Gemeinden Mariental,  Rennau und Querenhorst.
Die Länge der Straßen wurde mittels Google Earth ermittelt. Es sind daher Annäherungswerte, da besonders Straßenverläufe und -namen in unterschiedlichen Kartendiensten abweichend wiedergegeben werden.
Quelle: OpenStreetMap vom 2022-01-03
| Straßenname                          | Ort                    | Länge  | Besonderheit | Bild |
| ------------------------------------ | ---------------------- | ------ | --- | ---- |
| Allerthalweg (Lage)                  | Grasleben              | 331 m  | |      |
| Am Kurhaus (Lage)                    | Grasleben              | 351 m  | Seniorenresidenz Grasleben                                                                                       |      |
| Am Walde (Lage)                      | Grasleben              | 722 m  | |      |
| Bahnhofstraße (Lage)                 | Grasleben              | 889 m  | Ortsfeuerwehr Grasleben, Polizei, Rathaus                                                                        |      |
| Brandseeberg (Lage)                  | Grasleben              | 1428 m | Verläuft vollständig im Außenbereich, Steinbruch                                                                 |      |
| Bürgermeister-Frese-Ring (Lage)      | Grasleben              | 2147 m | Industriegebiet „Heidwinkel“                                                                                     |      |
| Bürgermeister-Herrmann-Straße (Lage) | Grasleben              | 188 m  | |      |
| Bürgermeister-Nitschke-Ring (Lage)   | Grasleben              | 658 m  | |      |
| Bussardweg (Lage)                    | Grasleben              | 147 m  | |      |
| Falkenweg (Lage)                     | Grasleben              | 139 m  | |      |
| Feldstraße (Lage)                    | Grasleben              | 200 m  | |      |
| Fichtenweg (Lage)                    | Grasleben              | 65 m   | |      |
| Friedhofstraße (Lage)                | Grasleben              | 441 m  | Alter Friedhof Grasleben                                                                                         |      |
| Gartenstraße (Lage)                  | Grasleben              | 420 m  | |      |
| Gutstraße (Lage)                     | Grasleben              | 176 m  | |      |
| Halbe Haube (Lage)                   | Grasleben              | 688 m  | |      |
| Heidwinkel (Lage)                    | Grasleben              | 2114 m | Verläuft vollständig im Außenbereich, Industriegebiet „Heidwinkel“, Heidwinkel Schacht III, Waldlager Heidwinkel |      |
| Heidwinkelstraße (Lage)              | Grasleben              | 844 m  | Bogenschießplatz                                                                                                 |      |
| Helmstedter Straße (Lage)            | Grasleben              | 1334 m | St.-Norbert-Kirche (Grasleben)                                                                                   |      |
| Hoppegarten (Lage)                   | Grasleben              | 796 m  | |      |
| Im Hungerberg (Lage)                 | Grasleben              | 182 m  | |      |
| Im Winkel (Lage)                     | Grasleben              | 80 m   | |      |
| In der Kohli (Lage)                  | Grasleben              | 434 m  | |      |
| Kiefernweg (Lage)                    | Grasleben              | 55 m   | |      |
| Kirchstraße (Lage)                   | Grasleben              | 109 m  | St.-Maria-Kirche (Grasleben)                                                                                     |      |
| Landrat-Jaeger-Ring (Lage)           | Grasleben              | 548 m  | |      |
| Lärchenweg (Lage)                    | Grasleben              | 114 m  | |      |
| Lindenbreite (Lage)                  | Grasleben              | 548 m  | |      |
| Magdeburger Straße (Lage)            | Grasleben              | 1065 m | Grundschule Grasleben                                                                                            |      |
| Milanstraße (Lage)                   | Grasleben              | 341 m  | |      |
| Mittelstraße (Lage)                  | Grasleben              | 314 m  | |      |
| Oulchy-Le-Chateau-Ring (Lage)        | Grasleben              | 220 m  | |      |
| Querenhorster Straße (Lage)          | Grasleben              | 128 m  | |      |
| Raiffeisenplatz (Lage)               | Grasleben              | 71 m   | Eher eine Straße, als ein Platz                                                                                  |      |
| Rottorfer Straße (Lage)              | Grasleben              | 680 m  | Freibad Grasleben, Lappwaldhalle, Sportplatz                                                                     |      |
| Sandbreite (Lage)                    | Grasleben              | 445 m  | Kieswerk |      |
| Salzstraße (Lage)                    | Grasleben              | 248 m  | |      |
| Schaperwiesenweg (Lage)              | Grasleben              | 710 m  | Biogasanlage |      |
| Schulstraße (Lage)                   | Grasleben              | 106 m  | |      |
| Steinweg (Lage)                      | Grasleben              | 141 m  | |      |
| Südstraße (Lage)                     | Grasleben              | 460 m  | |      |
| Tannenweg (Lage)                     | Grasleben              | 100 m  | |      |
| Vor dem Thiesberg (Lage)             | Grasleben              | 78 m   | |      |
| Vorsfelder Straße (Lage)             | Grasleben              | 851 m  | Schützenhaus |      |
| Walbecker Straße (Lage)              | Grasleben              | 845 m  | |      |
| Walbecker Tor (Lage)                 | Grasleben              | 263 m  | |      |
| Alter Schulweg (Lage)                | Mariental-Dorf         | 173 m  | |      |
| Forstamt (Lage)                      | Mariental-Dorf         | 56 m   | |      |
| Kirchstraße (Lage)                   | Mariental-Dorf         | 170 m  | Kloster Mariental                                                                                                |      |
| Klostergut (Lage)                    | Mariental-Dorf         | 106 m  | Gelände des Klosters                                                                                             |      |
| Lange Reihe (Lage)                   | Mariental-Dorf         | 38 m   | |      |
| Marientor (Lage)                     | Mariental-Dorf         | 102 m  | |      |
| Schäfertor (Lage)                    | Mariental-Dorf         | 147 m  | |      |
| Siedlung (Lage)                      | Mariental-Dorf         | 629 m  | |      |
| Walbecker Weg (Lage)                 | Mariental-Dorf         | 390 m  | |      |
| Am Bärendenkmal (Lage)               | Mariental-Horst        | 339 m  | |      |
| Am Sportplatz (Lage)                 | Mariental-Horst        | 105 m  | Sportplatz |      |
| Am Stemmteich (Lage)                 | Mariental-Horst        | 348 m  | |      |
| An der Schule (Lage)                 | Mariental-Horst        | 83 m   | |      |
| Berliner Platz (Lage)                | Mariental-Horst        | 391 m  | Verläuft eher als Straße, Campingplatz                                                                           |      |
| Birkenweg (Lage)                     | Mariental-Horst        | 334 m  | |      |
| Breslauer Straße (Lage)              | Mariental-Horst        | 182 m  | |      |
| Buchenallee (Lage)                   | Mariental-Horst        | 506 m  | |      |
| Dahlienplatz (Lage)                  | Mariental-Horst        | 198 m  | Ortsfeuerwehr Mariental, Park                                                                                    |      |
| Dammröder Berg (Lage)                | Mariental-Horst        | 565 m  | |      |
| Eichenweg (Lage)                     | Mariental-Horst        | 113 m  | |      |
| Elmblick (Lage)                      | Mariental-Horst        | 332 m  | |      |
| Gartenstraße (Lage)                  | Mariental-Horst        | 334 m  | Kleingartenverein 1952 e.V. Mariental-Horst                                                                      |      |
| Graslebener Straße (Lage)            | Mariental-Horst        | 792 m  | |      |
| Königsberger Straße (Lage)           | Mariental-Horst        | 369 m  | |      |
| Lärchenweg (Lage)                    | Mariental-Horst        | 114 m  | |      |
| Mittelstraße (Lage)                  | Mariental-Horst        | 178 m  | |      |
| Nelkenhof (Lage)                     | Mariental-Horst        | 238 m  | |      |
| Parkstraße (Lage)                    | Mariental-Horst        | 179 m  | |      |
| Rosenhof (Lage)                      | Mariental-Horst        | 249 m  | |      |
| Stettiner Straße (Lage)              | Mariental-Horst        | 256 m  | |      |
| Tulpenhof (Lage)                     | Mariental-Horst        | 243 m  | |      |
| Zum Wasserwerk (Lage)                | Mariental-Horst        | 295 m  | Wasserwerk |      |
| Ahmstorfer Straße (Lage)             | Querenhorst            | 282 m  | |      |
| Am Finkensprung (Lage)               | Querenhorst            | 395 m  | |      |
| Am Lehmberg (Lage)                   | Querenhorst            | 128 m  | |      |
| Bindestraße (Lage)                   | Querenhorst            | 168 m  | |      |
| Dorfstraße (Lage)                    | Querenhorst            | 352 m  | |      |
| Försterberg (Lage)                   | Querenhorst            | 184 m  | |      |
| Hauptstraße (Lage)                   | Querenhorst            | 419 m  | |      |
| Helmstedter Straße (Lage)            | Querenhorst            | 877 m  | Kindergarten Querenhorst „Wichtelhaus“, Friedhof im Außenbereich                                                 |      |
| Im Kamp (Lage)                       | Querenhorst            | 198 m  | |      |
| Im Wiesengrund (Lage)                | Querenhorst            | 63 m   | |      |
| Kurze Straße (Lage)                  | Querenhorst            | 73 m   | |      |
| Poststraße (Lage)                    | Querenhorst            | 114 m  | Ortsfeuerwehr Querenhorst                                                                                        |      |
| Saegerbergweg (Lage)                 | Querenhorst            | 539 m  | |      |
| Vordorfer Straße (Lage)              | Querenhorst            | 277 m  | |      |
| Ahmstorfer Straße (Lage)             | Rennau                 | 258 m  | |      |
| Am Sandblessen (Lage)                | Rennau                 | 444 m  | |      |
| An der Riede (Lage)                  | Rennau                 | 271 m  | |      |
| Hauptstraße (Lage)                   | Rennau                 | 855 m  | |      |
| Hof-Trendel (Lage)                   | Rennau                 | 1662 m | Verläuft vollständig im Außenbereich                                                                             |      |
| Vorsteher-Niemann-Weg (Lage)         | Rennau                 | 112 m  | Ortsfeuerwehr Rennau                                                                                             |      |
| Zum Ölper (Lage)                     | Rennau                 | 145 m  | |      |
| Bastopweg (Lage)                     | Rennau-Ahmstorf        | 73 m   | |      |
| Bisdorfer Weg (Lage)                 | Rennau-Ahmstorf        | 132 m  | |      |
| Dorfstraße (Lage)                    | Rennau-Ahmstorf        | 818 m  | Ortsfeuerwehr Ahmstorf                                                                                           |      |
| Mühlenberg (Lage)                    | Rennau-Ahmstorf        | 347 m  | |      |
| Vor dem Dorfe (Lage)                 | Rennau-Ahmstorf        | 331 m  | |      |
| Brockenblick (Lage)                  | Rennau-Rottorf am Klei | 231 m  | |      |
| Brunnenweg (Lage)                    | Rennau-Rottorf am Klei | 112 m  | |      |
| Erzweg (Lage)                        | Rennau-Rottorf am Klei | 280 m  | |      |
| Hasenwinkelstraße (Lage)             | Rennau-Rottorf am Klei | 1058 m | Ortsfeuerwehr Rottorf am Klei                                                                                    |      |
| In der Wennig (Lage)                 | Rennau-Rottorf am Klei | 785 m  | |      |
| Mühlenweg (Lage)                     | Rennau-Rottorf am Klei | 276 m  | |      |
| Querenhorster Straße (Lage)          | Rennau-Rottorf am Klei | 241 m  | Seminarhotel im Außenbereich                                                                                     |      |
| Rehackerweg (Lage)                   | Rennau-Rottorf am Klei | 284 m  | |      |
| Zum Weingarten (Lage)                | Rennau-Rottorf am Klei | 220 m  | |      |